# Fausto Caffarelli
Fausto Caffarelli (Roma, marzo 1595 – Santa Severina, 17 novembre 1651) è stato un arcivescovo cattolico italiano.

## Biografia
Membro della nobile famiglia romana dei Caffarelli, era figlio di Alessandro, conservatore di Roma nel 1608 e in seguito nell'esercito spagnolo, e di Pantasilea, detta Panta, figlia a sua volta di Tiberio Astalli. Avviato fin da giovinetto alla carriera ecclesiastica, concluse gli studi nel 1616 con il dottorato in utroque iure ed entrò al servizio della Curia romana, dove poeva godere della potente protezione di Scipione Caffarelli-Borghese, cardinale nipote di papa Paolo V, che era appartenente ad un altro ramo della famiglia Caffarelli. Con tali prospettive di una rapida carriera ecclesiastica, 1º gennaio 1617 con motu proprio fu nominato advocatus consistorialis, precisamente alla carica che, dopo che papa Clemente VIII aveva annesso il ducato di Ferrara, avrebbe dovuto essere riservata a un ferrarese.

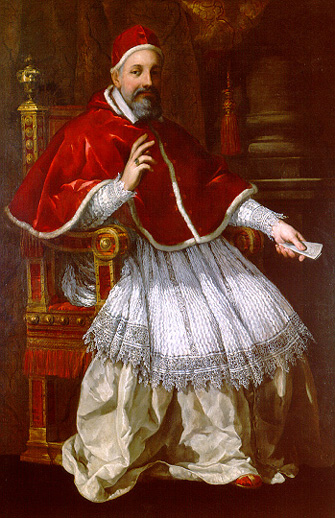
Papa Urbano VIII

Dopo la salita al soglio di papa Urbano VIII, il 29 gennaio 1624 fu nominato arcivescovo di Santa Severina e dovette allontanarsi dalla Curia roman; dato che aveva ottenuto solo nello stesso mese gli ordini maggiori, fu necessaria una prima dispensa super eo, quod non est in sacris ordinibus ante sex menses constitutus ed una seconda per l'età super defectu 14 mensium a 30 annis. Il 12 marzo 1624 fu consacrato dal cardinale Caffarelli-Borghese e il 18 marzo ricevette il pallio. Sin dal 3 gennaio si era dimesso dalla sua carica di avvocato concistoriale.
Preso possesso dell'arcidiocesi il 6 giugno 1624, vi rimase per una decina di anni, ma già dopo breve tempo chiese di poter tornare al servizio della Curia romana, sia per la grande distanza che separava la sua sede arcivescovile da qualsiasi centro di attività politica, sia per il forte contrasto con le condizioni di vita cui era abituato ed anche per il desiderio di avanzare ulteriormente nella carriera ecclesiastica. Sono conservate alcune lettere indirizzate al cardinale Francesco Barberini, nipote di papa Urbano VIII, in cui il Caffarelli chiedeva di essere nominato nunzio apostolico; inoltre, durante la grave crisi finanziaria del 1630, alla richiesta di donazioni rivolta ai vescovi da papa Urbano VIII, rispose inviando un regalo in danaro, anch'esso però accompagnato dalla richiesta di essere tenuto in considerazione in caso vi fosse da provvedere a un ufficio adatto a lui.
Nel 1634 fu finalmente accontentato, quando venne nominato nunzio apostolico nel Ducato di Savoia: il 24 maggio, insieme con Malatesta Baglioni, neo nunzio presso la corte imperiale, fu ricevuto tra gli assistenti pontifici nel corso di una solenne cerimonia religiosa vespertina nella cappella del Palazzo del Quirinale alla vigilia dell'Ascensione. Il 17 e il 20 giugno furono promulgati i brevi che lo nominavano nunzio, mentre il 30 luglio il breve al duca Vittorio Amedeo I, dove veniva ufficializzata la sua nomina per la Savoia. Il 30 ottobre raggiunse Torino, sede della nunziatura, e lì rimase con il suo predecessore Alessandro Castracani fino al 10 dicembre per il disbrigo degli affari correnti.
Al momento i rapporti tra la nunziatura e il ducato erano particolarmente tesi, non solo per numerosi conflitti di politica ecclesiastica, ma anche per incomprensioni personali dovute principalmente alla diffidenza tra il duca stesso e il Castracani.

## Genealogia episcopale
La genealogia episcopale è:
- Cardinale Guillaume d'Estouteville, O.S.B.Clun.
- Papa Sisto IV
- Papa Giulio II
- Cardinale Raffaele Sansone Riario
- Papa Leone X
- Papa Paolo III
- Cardinale Francesco Pisani
- Cardinale Alfonso Gesualdo di Conza
- Papa Clemente VIII
- Papa Paolo V
- Cardinale Scipione Caffarelli-Borghese
- Arcivescovo Fausto Caffarelli